# 马晓磊 (足球运动员)
马晓磊（1987年1月19日—），中国足球运动员，司职前鋒。

## 职业生涯
2002年，马晓磊进入深圳平安二队。2003年，马晓磊进入中国国少队。
2005年马晓磊代表中国国青队参加伊朗青年足球邀请赛，并当选“最佳球员”，但2005年深圳健力宝并没有为马晓磊在中超联赛进行注册。
2006年，马晓磊一直在深圳一队和二队之间摇摆，甚至一度因为违反纪律被二队处罚。而在2007年赛季一开始，他又因为严重受伤休养半年，但在同年中超联赛第20轮深圳队客场与上海申花的比赛是马晓磊首次联赛出场,之后马晓磊在第21轮深圳队主场与河南建业的比赛中立即取得职业生涯的首个进球。
2010年2月，在安徽九方投入巨资，马晓磊最终选择从深圳红钻加盟安徽九方。同年赛季结束后，安徽九方宣布退出中甲联赛。
2011年1月，天津润宇隆宣布购入安徽九方的中甲资格，一批包括马晓磊在內的原安徽九方队员加入天津润宇隆。2月底马晓磊被球队租借到立陶宛球队苏杜瓦。
2011年6月，马晓磊结束租借回国在球员二次转会时加盟了乙级联赛球队重庆队。
2014年，马晓磊加盟中乙球队梅州客家。
2015年，他转会到中超球队长春亚泰。
2016年，马晓磊加盟中乙球队深圳人人。